# Navidezna resničnost
Navidezna resničnost ( navidezna realnost ) je oblika računalniške simulacije, pri kateri ima udeleženec občutek da se nahaja v umetnem okolju. Udeleženec si okolje ogleduje skozi dva drobna televizijska zaslona (za vsako oko eden) vgrajena v vizir. Senzorji zaznajo premike udeleženčeve glave ali telesa, kar povzroči  spremembo navideznega položaja gledanja. Udeleženec lahko nosi podatkovne rokavice (datagloves). To so rokavice opremljene s senzorji, kar uporabniku omogoča navidezno pobiranje in premikanje predmetov v simuliranem okolju. Tehnologija je še v razvoju, toda vsi pričakujejo, da bo doživela široko uporabo, na primer pri vojaškem in kirurškem urjenju, arhitekturi in domači zabavi.
Virtualna resničnost je po Strehovcu (1992) kot-da-dejanskost sintetičnih, praviloma strojno generiranih svetov, ki je deteritorializirana od etnokulturalnega oziroma nevtralna do njega. Obenem pa poudarja, da virtualna resničnost soobstaja z danim realnim svetom. Torej se vstop v virtualno resničnost dogaja v realnem času, še več, istočasno smo v dveh svetovih hkrati, namreč zavest se preseli v virtualni svet in čas, medtem ko telo ostaja v realnem svetu in času.
Uporabniki virtualne resničnosti s pomočjo monitorjev, ki so v polju pogleda, vidijo ustvarjen virtualni svet ter  dele lastnega telesa (roke, telo…) kot dele tega virtualnega sveta, hkrati pa jih s pomočjo elektronskih vmesnikov (podatkovna rokavica, čelada, obleka ipd.) tudi občutijo kot take. ˝Uporabnik je potopljen v to virtualnost in potuje po teh svetovih, uporabljajoč grafično reprezentacijo lastnih rok in telesa, izvajajoč ˝virtualne˝ akcije – pobira predmete, jih premika, celo konstruira nove objekte in raziskuje nova področja˝ (Gržinić, 1996: 79).
Virtualna resničnost vsebuje (Kitchin, 1998) tri pomembne komponente, in sicer: interaktivnost, interakcijo, slednja pa  poteka v realnem času. Cilj tega pa je, kot poudarja Kitchin (ibid.), zgraditi znotraj računalnika še en svet, v katerem bodo mogoče enake izkušnje kot v realnem svetu, ali z drugimi besedami: napraviti iz kibernetskega prostora (space) kraj  (place).
Iz opisanega je razvidno, da je glavna značilnost virtualne resničnosti to, da njen uporabnik vidi, sliši in občuti okolje, kot da bi bil v njem resnično prisoten. Bistveno pa je tudi to, da uporabnik ni samo prisoten v tem okolju, ampak je v njem tudi aktiven. Ključna stvar, ki uporabnika virtualne resničnosti loči od uporabnika kibernetskega prostora pa je ta, da dostop do virtualne resničnosti ni mogoč brez vmesnikov (rokavica, čelada…). V virtualni resničnosti je namreč vse, kar uporabnik zaznava, narejeno in oblikovano s pomočjo računalnika, ki se odziva (preko vmesnikov) na njegovo gibanje. Vse to ustvarja občutek, da se posameznik nahaja v nekem drugem svetu, ločenem od tistega, v katerem se dejansko (fizično) nahaja. V tem smislu de Kreckhove (1992) upravičeno razlaga virtualno resničnost kot stroj, ki uporabniku dovoli prodreti v ekran.
Trg AR / VR je že postal trg z milijardami dolarjev in predvidoma bo v nekaj letih še naprej rasel za več kot 120 milijard ameriških dolarjev.